# Талуд-таблеро

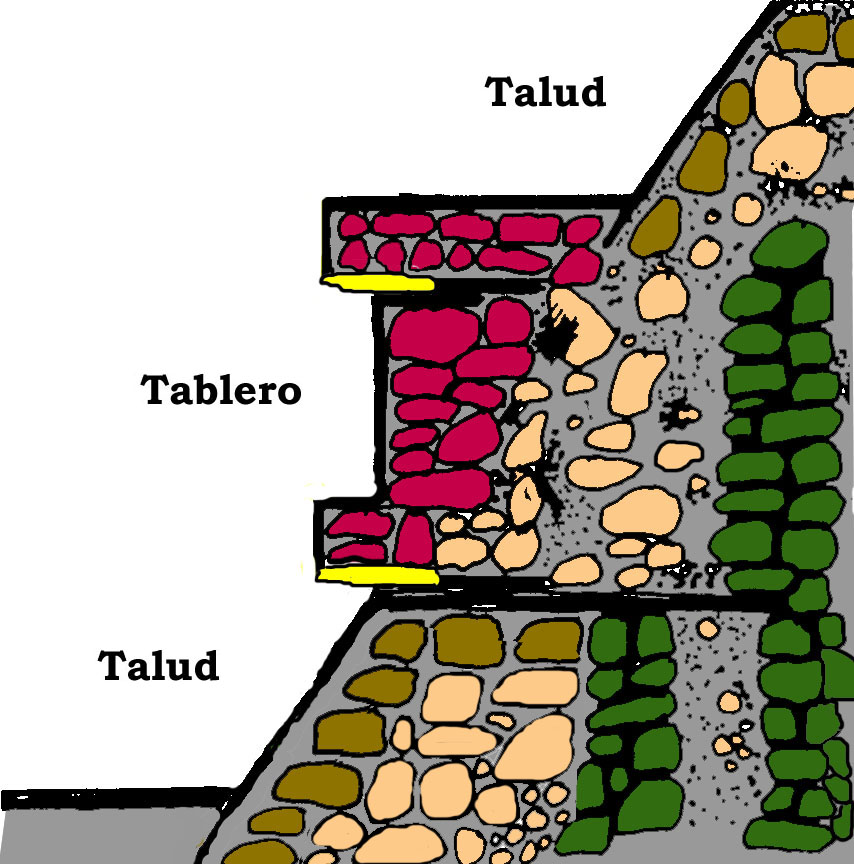
Схематичне зображення стилю толуд-таблеро, використовуваний у багатьох мезоамериканських пірамідах, показує стилістичні особливості архітектури Теотіуакан

Талуд-таблеро (англ. Talud-tablero) — архітектурний стиль, який складається з платформи-структури (таблеро), і похилої всередину поверхні або панелі (талуд) на вершині. Він також може означати похило-панельний стилі.

## Культурне значення

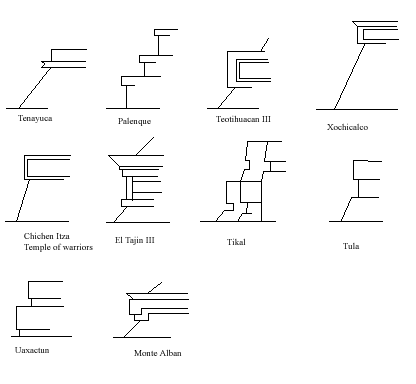
Огляд різних варіацій стилю талуд-таблеро, який використовувався різними Мезоамериканськими народами

Талуд-таблеро часто використовується в будівництві пірамід, які відносять до періоду в доколумбової Мезоамерики. Проявляється у багатьох містах і культурах, але значною мірою пов'язаний з культурою Теотіуакана центральної Мексики, де він є домінуючим архітектурним стилем.
Найбільш ранні зразки талуд-таблеро знаходять в більш ранніх конструкціях в області Тлахкала-Пуебла.
Багато різних варіантів на цього стилю поширилися через Мезоамерику, його розробка і реалізація здійснювалася по-різному між різними культурами. У деяких випадках, наприклад, в маянському місті Тікаль, введення архітектури талуд-таблеро в Ранньому класичному періоді вказує на прямий контакт з Теотіуакан і можливі панування чи завоювання. Тим не менш, форми контакту в інших містах не так добре задокументовані і, ймовірно, включають торговельні та культурні контакти.

## Галерея

Приклади стилю
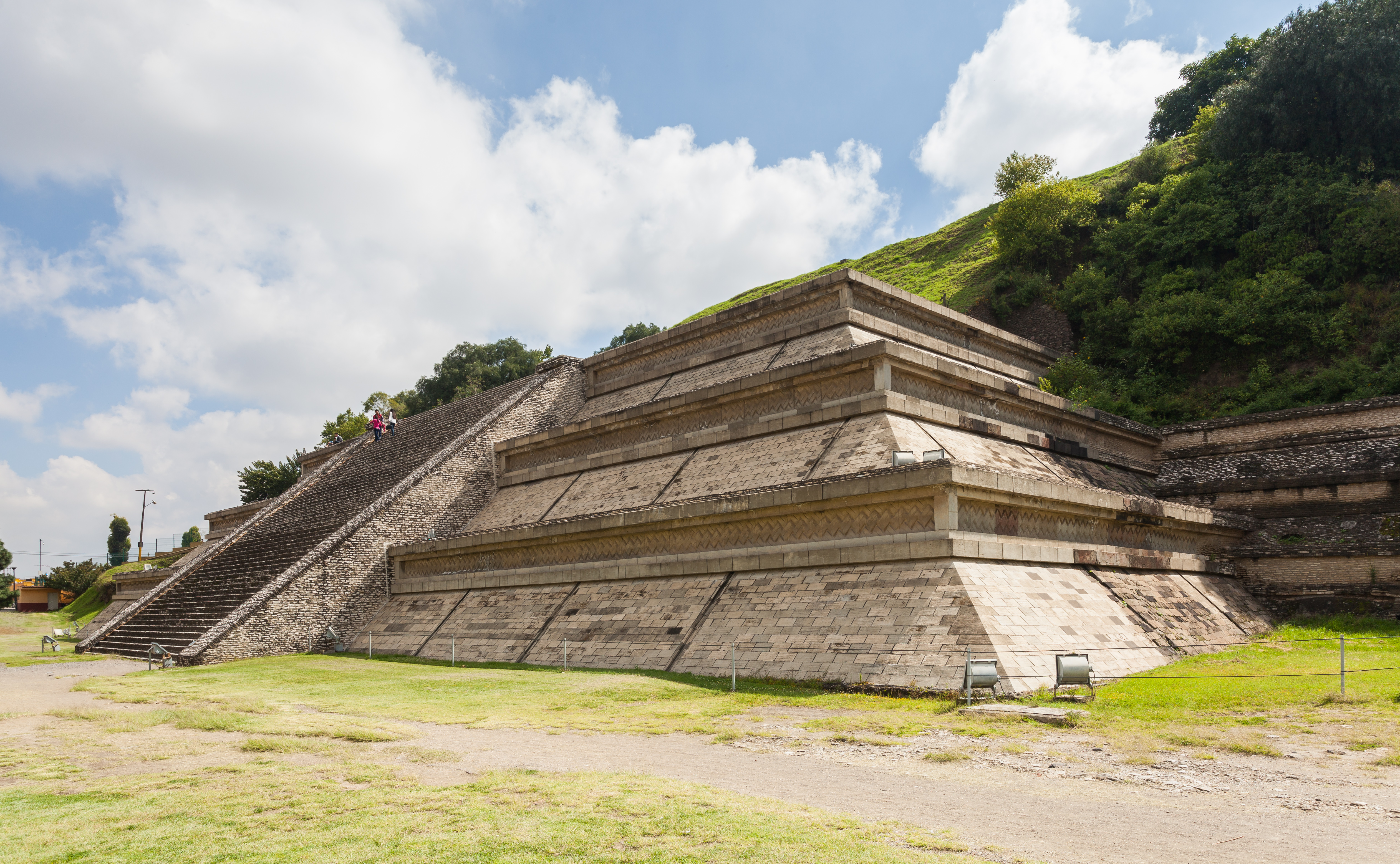
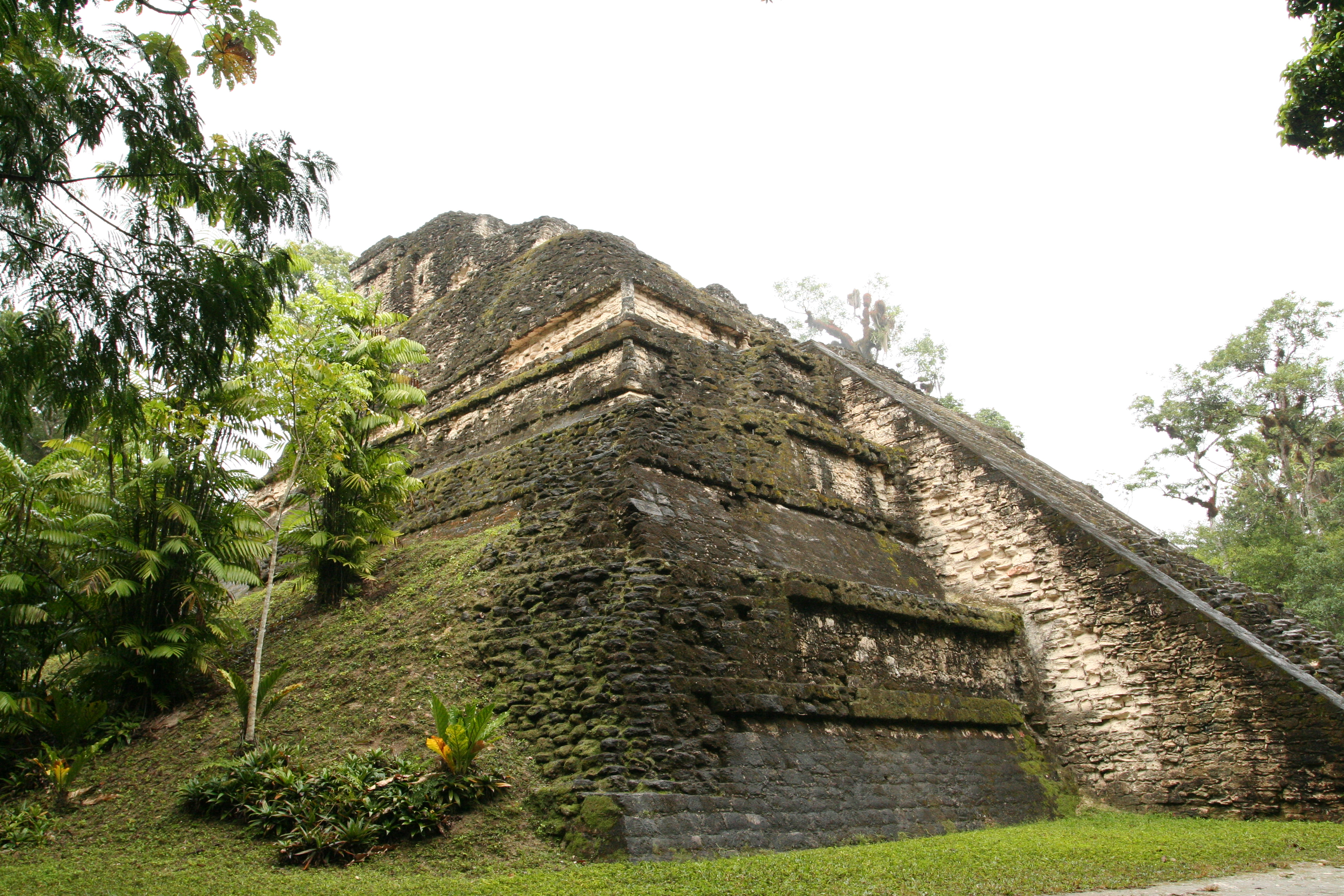
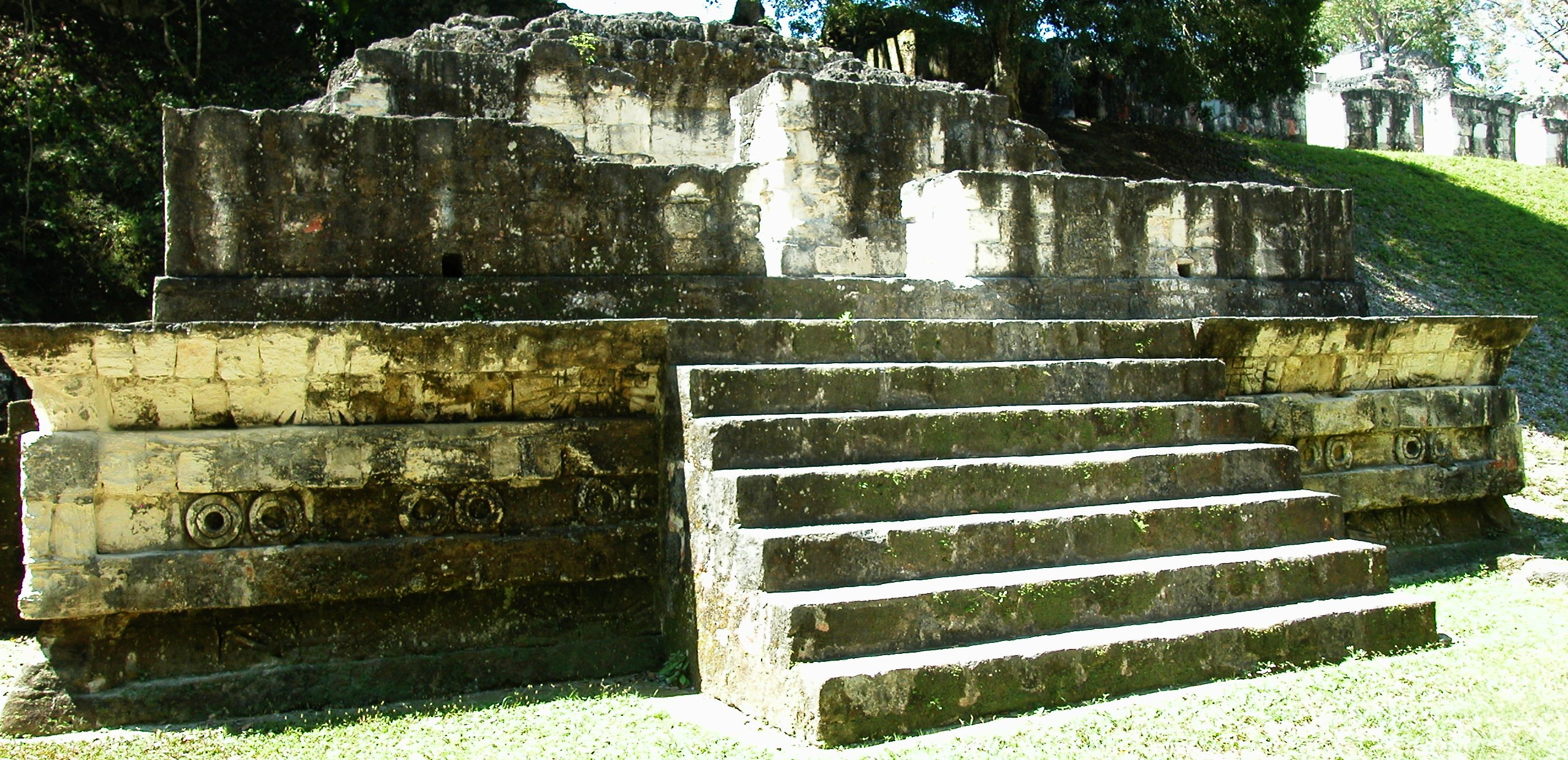
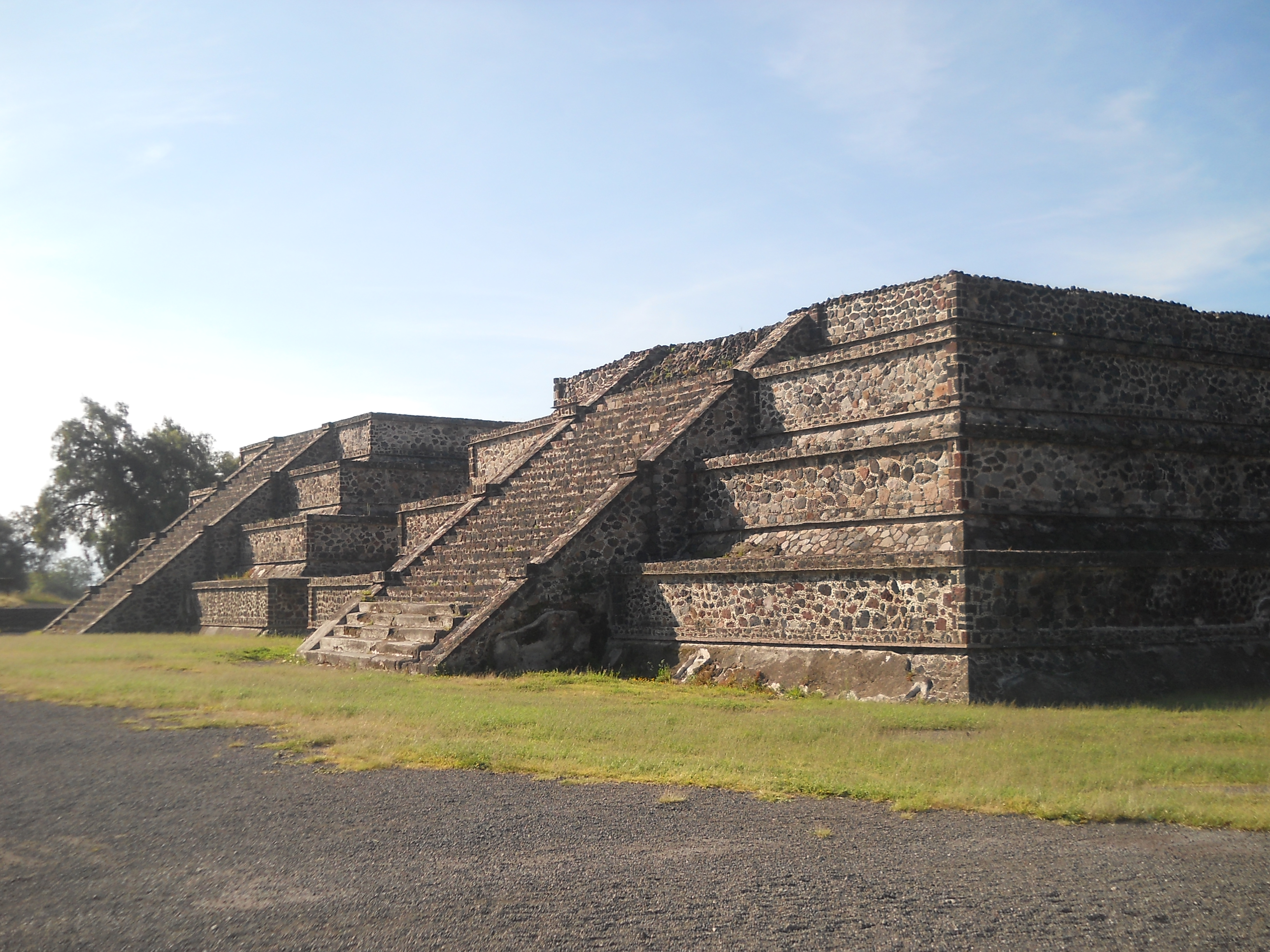
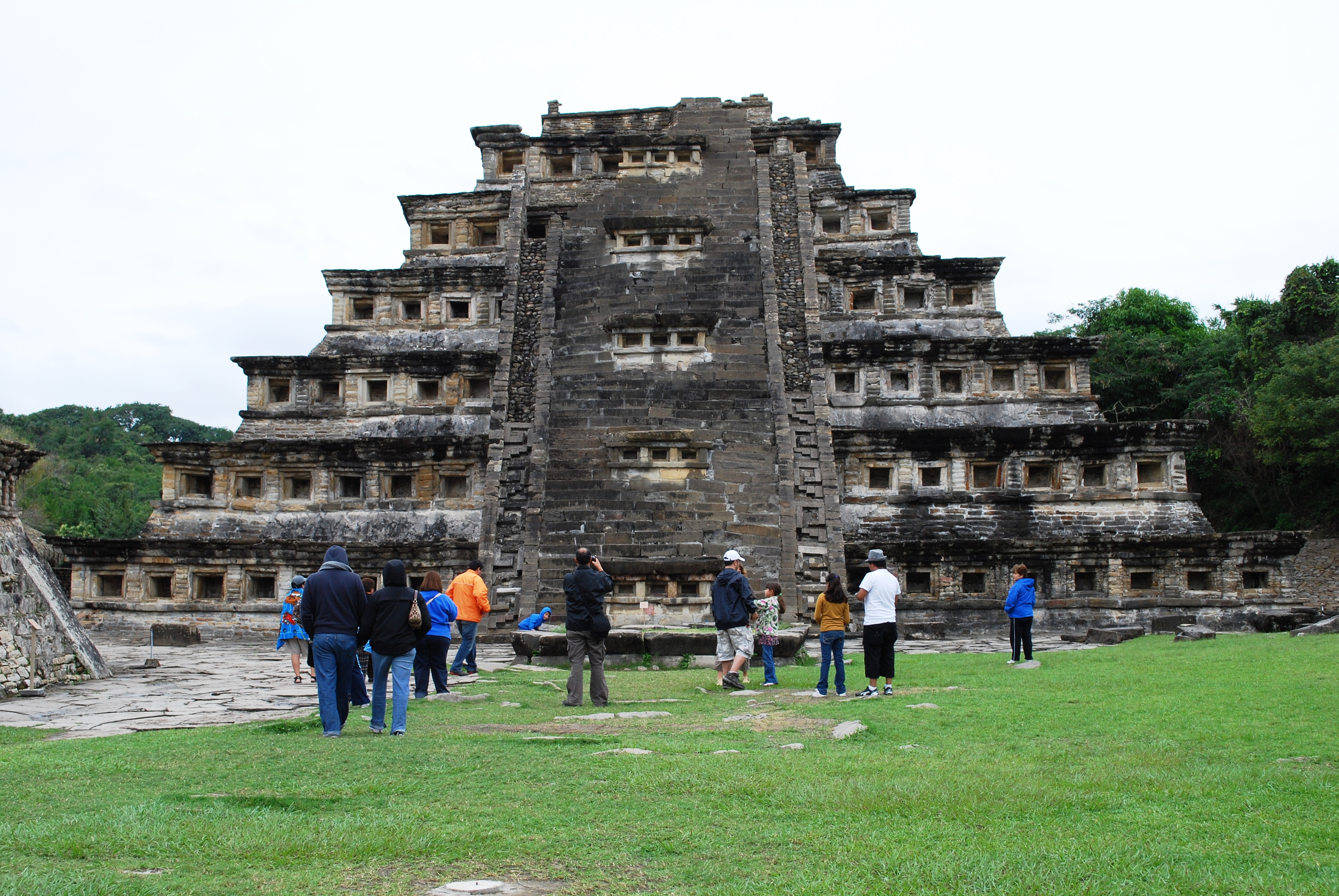
Піраміда ніш, Ель-Тахін